# (4) Vesta
(4) Vesta er en asteroide og det næstmest massive objekt i asteroidebæltet i mellem Mars og Jupiter. Vesta er opkaldt efter den romerske gudinde for ilden (Hestia)
Vestas facon afviger lidt fra den perfekte kugleform, så afhængig af hvor man måler, er "diameteren" et sted mellem 458 og 578 kilometer. Størrelsen gør sammen med den meget lyse overflade Vesta til den klareste asteroide set fra Jorden; under gunstige observationsforhold kan den ses med det blotte øje.
Under rumsonden DAWNs kredsen om Vesta er der observeret vandholdige mineraler på Vesta.
Geologisk Museum i København rummer meteoritter fra Vesta, de såkaldte HED-meteoritter.
Vesta er en af de lyseste astroider der findes, med en albedo på 0,38. Vesta har en rotationsperiode på 5,34 timer. 

## Vestas overflade
Vesta har facon som en let fladtrykt kugle, med talrige ca. 150 kilometer store kratre på overfladen. Albedoen, eller evnen til at tilbagekaste lys, varierer kraftigt; omtrent den ene halvdel af Vesta er lys og består formodentlig af lys regolit, mens den øvrige udpræget mørke side antagelig består af basalt i stil med det, man finder i Månens flade "have".
Et sted langs ækvator findes et mørkt område, ca. 200 km. i diameter, som nu bruges som referencemærke for 0 grader længde i geografiske koordinater på Vesta: Populært sagt udgør dette mørke område, kaldet Olbers efter Vestas opdager, denne lille klodes "modsvar" til Greenwich her på Jorden. Olbers er et temmelig fladt terræn og derfor næppe et krater, men præcis hvad det er, ved man endnu ikke.
Vestas kugleform brydes markant af et 460 kilometer stort krater ved sydpolen: Her har et andet himmellegeme ramt overfladen indenfor den seneste milliard år, og ved den lejlighed blev omkring 1 procent af Vestas masse slået løs. "Brudstykkerne" herfra svæver med rundt i Solsystemet, og enkelte er nået til og faldet ned på Jorden: Her igennem har vi opnået en forholdsvis detaljeret viden om Vestas geologi.
Meteoritter af regolitten kaldes Howarditter, meteoritter fra skorpen kaldes Eucritter og meteoritter fra Vestas kappe kaldes Diogenitter; under et kaldes de for HED-meteoritter. Geologisk Museum i København har udstillet HED-meteoritter. Omkring hver tyvende meteorit på Jorden menes at komme fra Vesta.

## Vestas indre opbygning og udviklingshistorie
Det formodes, at Vesta inderst har en kerne af nikkel og jern, omgivet af en kappe af olivin, med en ydre skorpe inddelt i lag af regolit, basalt mv.
Som de øvrige klippe- og metalholdige himmellegemer er Vesta dannet af det støv- og stenmateriale, der blev "til overs" efter dannelsen af Solen, en proces der for Vestas vedkommende tog 2-3 milliarder år. Dette "ur-materiale" indeholdt tilstrækkelige mængder af isotopen aluminium-26, hvis radioaktive henfald senere udviklede tilstrækkelig varme til helt eller delvis at smelte den unge Vesta: Ved denne lejlighed "sank" det tunge jern og nikkel ind mod centrum, og dannede den nuværende kerne. Det øvrige materiale "flød ovenpå" og blev Vestas kappe og skorpe. Vesta er i modsætning til de fleste andre astroider en protoplanet, hvilket vil sige at den har en indre struktur og kunne have dannet en planet hvis tilvæksten havde fortsat.

## Opdagelse
Vesta blev opdaget af den tyske astronom Heinrich Wilhelm Olbers den 29. marts 1807. Han lod den prominente matematiker Carl Friedrich Gauss navngive sin opdagelse, og valget faldt på gudinden Vesta for hjemmet og arnen i den romerske mytologi.
Efter Vesta skulle der gå 38 år, før man fandt flere asteroider, så i en årrække blev de dengang fire kendte asteroider regnet for egentlige planeter; og ganske som de større planeter havde disse fire asteroider fået tildelt symboler. Vestas symbol var oprindelig et stiliseret arnested som vist til venstre, men med årene udvikledes forskellige, mere simplificerede versioner af dette symbol.

## Udforskning af Vesta
Den 27. september 2007 opsendte NASA rumsonden Dawn, der d. 16. juli 2011 gik i kredsløb om Vesta. Dawn skulle ikke lande på Vesta, men den gennemfotograferede overfladen fra kredsløbet, så man i dag har et atlas over Vesta. Desuden kiggede Dawn ned til Vestas kappe ved Rheasilvia-krateret, og forskellige spektrometre undersøgte Vesta. Efter over et år i kredsløb forlod Dawn Vesta d. 5. september 2012 for at besøge dværgplaneten Ceres i 2015.